# 브렌다 파울러

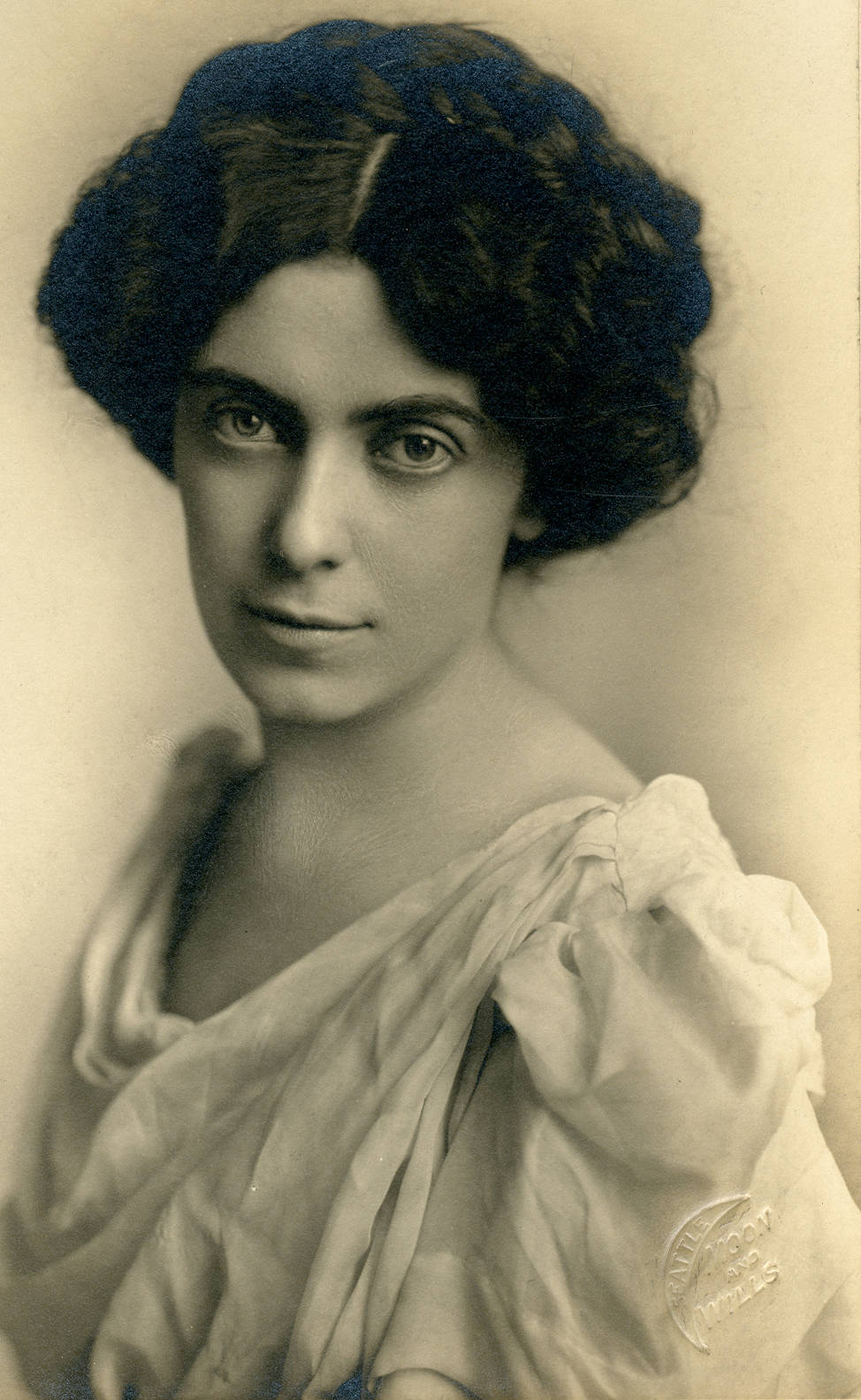

브렌다 파울러(Brenda Fowler, 1883년 2월 16일 ~ 1942년 10월 27일)는 미국의 배우, 영화배우, 연극 배우이다.
제임스타운에서 태어났으며 로스앤젤레스에서 사망하였다.

## 영화
- 맨파워 (1941년)
- 캐슬 온 더 허드슨 (1940년)
- 커민 라운드 더 마운틴 (1940년)
- 그들은 밤에 달린다 (1940년)
- 역마차 (1939년)
- 하층민(영어판) (1936년)
- 웨이 다운 이스트 (1935년)
- 프리스트 판사 (1934년)